# Edgardo Castelli
Edgardo Castelli (Abbiategrasso, 14 ottobre 1907 – 8 febbraio 1981) è stato un avvocato e politico italiano.
È stato Sottosegretario di Stato alle Finanze nel V, VI, VII e VIII Governo De Gasperi, nel Governo Pella, nel I Governo Fanfani e nel Governo Scelba. Nella IV legislatura subentrò al defunto Piero Malvestiti.